# Groupe fortifié François-de-Guise
La Feste Leipzig, rebaptisée groupe fortifié François-de-Guise après 1919 par les Français, est un ouvrage militaire situé sur la commune de Châtel-Saint-Germain près de Metz. Il fait partie de la seconde ceinture fortifiée des forts de Metz et connut son baptême du feu, fin 1944, lors de la bataille de Metz.

## Contexte historique
Pendant l’Annexion, Metz, dont la garnison allemande oscille entre 15 000 et 20 000 hommes au début de la période et dépasse 25 000 hommes avant la Première Guerre mondiale, devient progressivement la première place forte du Reich allemand. Le groupe fortifié François-de-Guise complète la Seconde ceinture fortifiée de Metz composée des Festen Wagner (1904-1912), Kronprinz (1899 - 1905), Leipzig (1907-1912), Kaiserin (1899-1905), Lothringen (1899-1905), Freiherr von der Goltz (1907-1916), Haeseler (1899-1905), Prinz Regent Luitpold (1907-1914) et Infanterie-Werk Belle-Croix (1908-1914).

## Conception d’ensemble
Le groupe fortifié François-de-Guise a été construit par l’Allemagne pendant la première annexion. Il faisait partie d’un programme de fortifications plus vaste, appelé « Moselstellung » et englobant des forteresses disséminées entre Thionville et Metz, dans la vallée de la Moselle. L’objectif de l’Allemagne était de se protéger contre une attaque française visant à reprendre l'Alsace-Lorraine, soit l’Alsace et la Moselle, à l’Empire allemand. Le système de fortification fut conçu pour s’adapter aux progrès grandissants de l’artillerie depuis la fin du XIXe siècle. Basé sur de nouveaux concepts défensifs, tels que la dispersion et la dissimulation, le groupe fortifié devait constituer, en cas d’attaque, un barrage infranchissable pour les forces françaises.
À partir de 1899, le Plan Schlieffen de l’état-major allemand conçut les fortifications de la Moselstellung, entre Metz et Thionville, comme un verrou destiné à bloquer l’avance éventuelle des troupes françaises en cas de conflit. Ce concept de ligne fortifiée sur la Moselle constituait une innovation significative par rapport au système Séré de Rivières développé par les Français. Il inspirera plus tard les ingénieurs de la Ligne Maginot.

## Construction et aménagements
Le groupe fortifié François-de-Guise, d’une superficie de 80 ha a été construit de 1907 à 1912. Le périmètre de défense du groupe fortifié François-de-Guise est assuré par deux positions d’infanterie, l’ouvrage de la Folie, un simple point d'appui au nord, et l’ouvrage de Leipzig, un ouvrage d'infanterie classique au sud. Les trois casernes fortifiées pouvaient recevoir 360 hommes. Les batteries sont dotées de tourelles tournantes avec obusiers de 100 mm, provenant de la Batterie "Moselle" du fort Driant. Disséminées sur les points hauts, 6 tourelles d’observation et 12 postes d’observation permettaient une surveillance parfaite du secteur. Chaque ouvrage d’infanterie est doté d’une centrale électrique, équipée de trois moteurs Diesel de 20 ch. Les ouvrages sont disséminés sur une vaste superficie et dissimulés par la topographie naturelle. L’ensemble des ouvrages, relié par 270 m de galeries souterraines, est entouré d’un réseau de fils de fer barbelés.

## Affectations successives
À partir de 1890, la relève dans les forts est assurée par les troupes du XVIe Corps d’Armée stationnées à Metz et à Thionville. De 1914 à 1918, le fort est épargné par les combats, simplement utilisé comme poste avancé par l’armée allemande. Après 1918, le groupe fortifié François-de-Guise est investi par l’armée française. En 1939, il sert de poste avancé pour l’armée française. Repris par les Allemands en juin 1940, il sert de terrain d’entraînement. Début septembre 1944, pendant la bataille de Metz, les troupes allemandes réorganisent sa défense, et l’intègre au dispositif défensif mis en place autour de Metz. Après la Seconde Guerre mondiale, le fort est repris par l’armée française. Le groupe fortifié comprenant les forts de Leipzig et de la Folie est utilisé durant la guerre froide, de 1953 à 1958, comme un élément de défense aérienne, ayant une vocation de transmission. Ce lieu était alors l'Ouvrage « F » de la D.A.T. (« Station Maître Radar 40/921 »).
Poste de commandement de guerre et d’exercice en 1963, il devient en 1967 le centre de commandement de la Force Aérienne Tactique de la 1re région aérienne (FATAC), transférée sur la Base aérienne 128 Metz-Frescaty deux ans plus tôt. La protection « nucléaire, biologique et chimique » (NBC) de l’ouvrage est conçue à cette époque.

## Seconde Guerre mondiale
Après le départ des troupes françaises en juin 1940, l’armée allemande réinvestit les lieux. Début septembre 1944, au début de la bataille de Metz, le commandement allemand l’intègre au dispositif défensif mis en place autour de Metz. Le 2 septembre 1944, Metz est déclarée forteresse du Reich par Hitler. La place forte doit donc être défendue jusqu’à la dernière extrémité par les troupes allemandes, dont les chefs ont tous prêté serment au Führer. La défense s’organise sur les forts de Metz. Dès le 6 septembre 1944, le groupe fortifié François-de-Guise sert de base avancée sur la ligne de front, pour des unités allemandes de la 462e Volks-Grenadier-Division. À cette date, les troupes allemandes s’appuient solidement sur les forts du secteur, en particulier sur le groupe fortifié François-de-Guise, idéalement situé entre le Groupe fortifié Lorraine, ou Feste Lothringen, et le Groupe fortifié Jeanne-d’Arc, ou Feste Kaiserin. Le secteur d’Amanvillers - Saint-Privat est tenu plus au nord par le 1010e Sicherungs-Regiment du colonel Richter de la 462e Infanterie-Division et plus au sud par les Fahnenjunkern de la Fahnenjunkerschule VI des Heeres « Metz » sous les ordres du colonel SS Joachim von Siegroth.
Le 9 septembre au matin, l’artillerie américaine déverse une pluie d’obus sur les positions allemandes identifiées, préparant le terrain à l’infanterie et aux blindés de la Task force McConnell. Arrivées dans le bois de Jaumont, les troupes américaines du 2e Infantry regiment sont prises sous le feu du fort Kellermann. Les batteries allemandes éliminent, en quelques instants, sept chars et deux canons autoporteurs, forçant la colonne à se retirer précipitamment. Voulant contourner les fortifications par le nord, les Américains sont bientôt pris sous le feu d’une contre-attaque allemande, avant d’être stoppés par des tirs provenant du groupe fortifié Lorraine. L’artillerie de campagne américaine reprend aussitôt ses tirs sur les ouvrages fortifiés du secteur, mais sans grands résultats compte tenu du relief et de la végétation. Le 3e bataillon de la Task force, chargé du flanc droit de l’attaque, tombe sur la ferme fortifiée de Moscou, véritable redoute entre les ouvrages fortifiés allemands, avant d’être pris sous un feu nourri venant de Gravelotte. Le 2e bataillon de la Task force qui se dirigeait vers Vernéville avec une relative facilité, est finalement arrêté par des tirs provenant d’un chemin creux, à l’ouest du groupe fortifié François-de-Guise. La journée s’achève sur un constat d’échec pour le colonel Roffe, qui déplore des pertes élevées -14 officiers et 332 hommes - pour « twenty odd forts », vingt forts dépareillés. Il réclame donc l’appui de l’aviation au général Silvester.
Le 10 septembre 1944, trois escadrilles de chasseurs-bombardiers déversent leurs bombes sur le secteur est d’Amanvillers, où sont groupées les fortifications. Les P-47 atteignent leurs cibles, mais les bombes de 500 livres ont peu d’effet sur le béton armé des ouvrages fortifiés. L’attaque d’infanterie, lancée à 18 h, rencontre une résistance acharnée. Malgré le soutien des chars, elle s’arrête trois heures plus tard, à bout de souffle. Du côté de Gravelotte, dans le bois des Génivaux, les troupes américaines piétinent aussi face aux élèves-officiers de Siegroth qui dominent le terrain. Le 10 septembre 1944, le commandant de la 7e division blindée accepte de prendre position près de Roncourt, afin de soutenir une nouvelle attaque du 2e Infantry regiment.
Le 11 septembre 1944, à 6 h 30, les chars font route vers Pierrevillers, essuyant au passage des tirs sporadiques. Ils tombent finalement sur un barrage routier, sous le feu de canons antichars camouflés et difficilement localisables. L’infanterie arrive cependant à prendre position sur les pentes boisées, au nord-ouest du village de Bronvaux, trop loin cependant de l’objectif, pour soutenir le 2e Infantry regiment. Malgré plusieurs contre-attaques de la 462e Infanterie Division, les troupes américaines arrivent à reprendre du terrain en fin de journée, après un barrage roulant d’artillerie visant les ouvrages fortifiés du secteur, et utilisant des obus fumigènes en couverture.
Le 13 septembre 1944, l’état-major américain redéploie ses troupes sur la ligne de front, pour concentrer son attaque sur les ouvrages fortifiés. Mais la fatigue et le stress désorientent les hommes du 2e Infantry regiment, qui sont finalement relevés le 14 septembre. Le 1er bataillon de la Task force, durement touchés par les tirs d’artillerie de la 462e Volks-Grenadier-Division et par les tirs précis d’armes légères, doit se retirer avec difficulté derrière un écran de fusées fumigènes, à plus de cinq cents mètres d’Amanvillers. Vers 14 h, une frappe aérienne sur Amanvillers ne permet pas à l’infanterie de progresser, le village étant trop proche des fortifications du secteur pour être pris en totalité.
La fatigue et le stress désorientent bientôt les hommes du 2e Infantry Regiment, qui sont finalement relevés de ce « Hell Hole » le 14 septembre 1944. Deux régiments, renforcés par des compagnies du génie de la 90e Infantry Division, prennent la relève dans le secteur : le 357e Infantry Regiment du colonel Barth prend position le long du bois de Jaumont, à l’Est de Saint-Privat-la-Montagne, alors que le 359e Infantry Regiment  du colonel Bacon prend position à l’est de Gravelotte.
Le 15 septembre 1944, une attaque est prévue sur le secteur des ouvrages Canrobert et Kellermann au nord, et Jeanne-d’Arc au sud du secteur. L’approche est difficile, les soldats allemands se défendant pied à pied. Les bazookas américains étant sans effet sur les casemates bétonnées, des chars, suivis de sections armées de lance-flammes, se jettent sur les premières lignes allemandes, ne parvenant qu’à les neutraliser, sans les prendre. Le général McLain comprend alors qu’une attaque frontale du secteur serait vouée à l’échec et ordonne à ses troupes de maintenir la pression sur les postes avancés de la 462e Volks-Grenadier-Division, sans attaquer frontalement les forts Jeanne-d’Arc et Lorraine.
Le 16 septembre 1944, dans un brouillard épais, l’attaque du point d’appui Canrobert débute à 10 h. Elle est repoussée deux heures plus tard par les Fahnenjunkern de Siegroth, qui se livrent à un corps à corps sans merci. Les Américains du 357e Infantry Regiment se retirent, laissant 72 soldats sur le terrain. À 17 h, le 1er bataillon du même régiment est aussi arrêté dans son élan par des tirs artillerie et d’armes légères. Au sud du secteur, le 2e bataillon perd 15 officiers et 117 hommes sous un feu nourri de mortiers et d’armes automatiques, provenant de la lisière boisée. À la nuit tombante, le bataillon n’a progressé que de 200 mètres. Voyant que les Américains grignotent peu à peu ses lignes, l’artillerie allemande redouble ses tirs, réussissant à contenir les deux régiments, et faisant craindre au général McLain une nouvelle contre-attaque. Devant la pugnacité des troupes d’élite de la 462e Volks-Grenadier-Division, McLain, en accord avec le général Walker, décide de suspendre les attaques, attendant de nouveaux plans de l’état-major de la 90e Infantry Division.
Après un mois pluvieux et froid d’accalmie, les combats reprennent début novembre 1944. Le 9 novembre, en prélude à l’offensive sur Metz, l'Air Force envoie pas moins de 1 299 bombardiers lourds B-17 et B-24 déverser 3 753 tonnes de bombes, de 1 000 à 2 000 livres, sur les ouvrages fortifiés et les points stratégiques situés dans la zone de combat de la IIIe armée. La plupart des bombardiers ayant largué leurs bombes sans visibilité, à plus de 20 000 pieds, les objectifs militaires sont souvent manqués. À Metz, les 689 chargements de bombes destinés à frapper le groupe fortifié Jeanne-d’Arc et six autres forts désignés comme des cibles prioritaires, ne font que des dégâts collatéraux, prouvant une fois de plus l’inadéquation des bombardements massifs sur des objectifs militaires.
À l’aube du 14 novembre 1944, les obusiers de 105 mm du 359e Field Artillery Battalion ouvrent le feu sur le secteur situé de part et d’autre du groupe fortifié Jeanne-d’Arc, entre le fort François-de-Guise et le groupe fortifié Driant. L'objectif est d’ouvrir la voie au 379e Infantry regiment, chargé d’atteindre la Moselle. L'attaque se concentre sur le fort Jeanne-d’Arc, qui finit par être totalement encerclé par les troupes américaines. Après deux contre-attaques meurtrières, les hommes du Major Voss appartenant à la 462e Volksgrenadier division se replient bientôt sur le groupe fortifié. Ils n’en sortiront plus. Pour le commandant du fort Jeanne-d’Arc, le constat est amer : les pertes sont lourdes et n’ont pas empêché les Américains d’atteindre la Moselle.
Sous la pression de l’artillerie américaine, et des troupes blindées, les unités allemandes de la 462e Volks-Grenadier-Division finiront par se replier sur un périmètre plus restreint, avant de s’enfermer dans les forts ouest de Metz, lors de l’assaut final sur la vieille cité lorraine. Alors que l’armée américaine réussit à passer la Moselle le 18 novembre 1944, le commandement américain est contraint de garder des forces en arrière, afin de neutraliser les éléments de la 462e Volksgrenadier division encore retranchés dans le groupe fortifié François-de-Guise et dans les forts alentour. Dans la soirée du 23 novembre 1944, peu avant minuit, les derniers détachements du 379e Infantry Regiment se retirent de la Ferme de Moscou, de la Ferme St-Hubert, du bunker au sud du fort de Guise et du groupe fortifié François-de-Guise, laissant place à des troupes fraîches de la 5e Infantry Division. Le fort de Bois-la-Dame, tenu encore par une centaine d’hommes de la 462e Volks-Grenadier-Division, le fort Saint-Hubert et le fort de Marival, tenus chacun par une cinquantaine d’hommes, devront finalement se rendre, le 26 novembre 1944.
Le fort Jeanne-d’Arc fut le dernier des forts de Metz à déposer les armes. La résistance allemande, déterminée, les intempéries et les inondations, inopportunes, ainsi qu’une tendance générale à mésestimer la puissance de feu des fortifications de Metz, ont contribué à ralentir l’offensive américaine, donnant l’occasion à l’armée allemande de se retirer en bon ordre vers la Sarre. L’objectif de l’état-major allemand, qui était de gagner du temps en fixant le plus longtemps possible les troupes américaines en avant de la ligne Siegfried, sera donc largement atteint.